# Wahlkreis Elstertal
Der Wahlkreis  Elstertal war ein Landtagswahlkreis zu den sächsischen Landtagswahlen 1994 und 1999. Er hatte zu diesen Wahlen die Wahlkreisnummer 1.

## Wahlkreisgebiet
Der Wahlkreis umfasste alle Städte und Gemeinden des zum 1. August 1994 gebildeten Elstertalkreises. Dieser war aus den Landkreisen Plauen-Land und Oelsnitz sowie Teilen des Landkreises Klingenthal gebildet worden. Durch eine Verfassungsbeschwerde, der stattgegeben wurde, war dem Landkreis aber kein langes Leben beschieden, er ging zum 1. Januar 1996 im dann aus dem Elstertalkreis und dem Göltzschtalkreis gebildeten Vogtlandkreis auf. Dennoch wurde die Wahlkreiseinteilung für die Landtagswahl 1999 beibehalten, so dass der Wahlkreis Elstertal nunmehr einen Teil des Vogtlandkreises abbildete. Folgende Städte und Gemeinden gehörten zum Wahlkreis Elstertal:
die Städte Adorf, Bad Elster und Oelsnitz  sowie die Gemeinden Arnoldsgrün, Bad Brambach, Bobenneukirchen, Bösenbrunn, Dröda, Droßdorf, Ebmath, Eichigt, Gettengrün, Heinersgrün, Hermsgrün-Wohlbach, Leubetha, Lottengrün, Marieney, Mühlhausen, Oberhermsgrün, Ottengrün, Planschwitz, Raun, Rebersreuth, Schönberg, Schönbrunn, Sohl, Taltitz, Tiefenbrunn, Tirpersdorf, Tirschendorf, Triebel, Unterwürschnitz und Wiedersberg des vormaligen Landkreises Oelsnitz,
die Städte Elsterberg und Pausa sowie die Gemeinden Dehles, Ebersgrün, Fröbersgrün, Geilsdorf, Görschnitz, Großfriesen, Großzöbern, Gutenfürst, Helmsgrün, Herlasgrün, Jocketa, Jößnitz, Kauschwitz, Kemnitz, Kloschwitz, Kobitzschwalde, Krebes, Kürbitz, Langenbach, Leubnitz, Mechelgrün, Mehltheuer, Meßbach, Mißlareuth, Möschwitz, Mühltroff, Neuensalz, Neundorf, Ranspach, Reuth, Rodau, Rodersdorf, Rößnitz, Ruppertsgrün, Schneckengrün, Schönberg, Schwand, Straßberg, Syrau, Theuma, Thierbach, Thoßfell, Weischlitz und Zobes des vormaligen Landkreises Plauen und
die Städte Markneukirchen und Schöneck sowie die Gemeinden Breitenfeld, Erlbach, Gunzen, Landwüst, Schilbach, Wernitzgrün und Wohlhausen des vormaligen Landkreises Klingenthal.
Für die Landtagswahlen 2004 wurde erneut die Wahlkreisstruktur in Sachsen verändert. Das Gebiet des Wahlkreises Elstertal wurde auf die drei Wahlkreise Vogtland 1, 2 und 3 aufgeteilt.

## Wahl 1999
Die Landtagswahl 1999 fand am 19. September 1999 statt und hatte folgendes Ergebnis für den Wahlkreis Elstertal
| Direktkandidat    | Partei          | Erststimmen in % | Zweitstimmen in % |
| ----------------- | --------------- | ---------------- | ----------------- |
| Andreas Heinz     | CDU             | 52,3             | 58,8              |
| Manfred Kaiser    | PDS             | 19,1             | 17,9              |
| Marion Zschiegner | SPD             | 14,8             | 12,6              |
| Gottfried Claus   | REP             | 03,8             | 03,3              |
| Lutz Bauer        | GRÜNE           | 02,6             | 01,6              |
| -                 | pro DM          | -                | 01,4              |
| Jürgen Brüggemann | F.D.P.          | 02,3             | 01,2              |
| Ulrich Lupart     | DSU             | 05,0             | 01,5              |
| -                 | NPD             | -                | 00,5              |
| -                 | PBC             | -                | 00,8              |
| -                 | GRAUE           | -                | 00,2              |
| -                 | Forum           | -                | 00,1              |
| -                 | BüSo            | -                | 00,1              |
| -                 | KPD             | -                | 00,0              |
| -                 | FP Deutschlands | -                | 00,0              |

Es waren 68.783 Personen wahlberechtigt. Die Wahlbeteiligung lag bei 61,9 %. Von den abgegebenen Stimmen waren 1,3 % ungültig. Als Direktkandidat wurde erneut Andreas Heinz (CDU) gewählt. Er erreichte 52,3 % aller gültigen Stimmen.

## Wahl 1994
Die Landtagswahl 1994 fand am 11. September 1994 statt und hatte folgendes Ergebnis für den Wahlkreis Elstertal:
| Direktkandidat | Partei | Erststimmen in % | Zweitstimmen in % |
| -------------- | ------ | ---------------- | ----------------- |
| Andreas Heinz  | CDU    | 50,1             | 62,2              |
|                | SPD    | 19,2             | 17,5              |
|                | PDS    | 10,9             | 11,2              |
|                | GRÜNE  | 05,3             | 02,4              |
|                | F.D.P. | 05,3             | 02,5              |
|                | REP    | -                | 01,6              |
|                | DSU    | 06,1             | 01,5              |
|                | Forum  | -                | 00,5              |
|                | SPS    | -                | 00,3              |

Es waren 67.056 Personen wahlberechtigt. Die Wahlbeteiligung lag bei 58,7 %. Von den abgegebenen Stimmen waren 1,3 % ungültig. Als Direktkandidat wurde Andreas Heinz (CDU) gewählt. Er erreichte 50,1 % aller gültigen Stimmen.